# فرناز اسماعیل‌زاده
فرناز اسماعیل‌زاده سنگ‌نورد ایرانی، متولد بروجرد قهرمان آسیا و دارنده رکورد سنگ‌نوردی سرعت زنان ایران با ثبت زمان ۹ ثانیه است.

## افتخارات
اسماعیل‌زاده از سن ۱۳ سالگی شروع به سنگنوردی داخل سالن کرد و چندین سال متوالی قهرمان کشور در رشته سرعت شد. او دو بار در المپیاد ایرانیان مقام اول رشته سرعت را بدست آورد و مقام اول رشته سرعت در رده سنی نوجوانان، جوانان و بزرگسالان را در سال‌های متوالی در مسابقات قهرمان کشوری ایران از آن خود کرده‌است. فرناز اسماعیل‌زاده از سال ۱۳۸۶ تاکنون به صورت ثابت عضو تیم‌ملی سنگ‌نوردی جمهوری اسلامی ایران است. او پیشگام سنگ‌نوردی سرعت بانوان ایران در میدان‌های جهانی است و عنوان اولین زنان اعزامی تیم‌ملی سنگ‌نوردی ایران به مسابقات جام جهانی چین در سال ۲۰۰۷ در کارنامه دارد. او همچنین در سال ۲۰۰۷ به‌همراه تیم‌ملی سنگ‌نوردی ایران به بازی‌های آسیایی داخل سالن ماکائو اعزام شد. اسماعیل‌زاده توانست در دوره قهرمانی خود به مسابقات قهرمانی جهان و جام‌های جهانی فرانسه، اسپانیا، آلمان، چین، کره‌جنوبی، آذربایجان، ایتالیا، اندونزی و کانادا به‌عنوان عضو تیم‌ملی اعزام شود. همچنین او در بخش مربیگری صعودهای‌ورزشی، طراحی مسیر، داوری و مربیگری بدنسازی و آمادگی جسمانی نیز فعالیت دارد.
در جریان برگزاری مسابقات سنگ‌نوردی سرعت قهرمانی آسیا در سوم خرداد ۱۳۹۲ در تهران فرناز اسماعیل‌زاده، در رقابتی تنگاتنگ با رقبای آسیایی خود توانست به مقام نخست این رقابت‌ها دست یابد و مدال طلای این بخش را از آن خود کند.
اسماعیل‌زاده در سال ۲۰۱۴ توانست مدال نقره آسیا در رشته سنگ‌نوردی سرعت بانوان را در کشور اندونزی از آن خود کند. او در حال حاضر با حد نصاب ۹ ثانیه بر روی دیوارهٔ استاندارد جهانی ۱۵ متری، رکورددار سرعت در تاریخ سنگنوردی دختران ایران می‌باشد.
او همچنین با شرکت در مسابقات ایالتی کشور کانادا در اردیبهشت ماه سال ۱۳۹۴ موفق به کسب مدال طلای رقابت‌ها با ثبت زمان ۹ ثانیه شد.